# Multiplan
Multiplan byl první tabulkový procesor firmy Microsoft vyvinutý v roce 1982. Multiplan pro Macintosh byl první tabulkový procesor Microsoftu s GUI. Dále byly textové verze pro CP/M, MS-DOS, Commodore 64 a Texas Instruments TI-99/4A. Multiplan byl první tabulkový procesor, který uměl pracovat s více soubory najednou a umožňoval jejich provázání.